# 大米草
大米草（学名：Sporobolus anglicus），禾本科鼠尾粟属，多年生草本植物。被國際自然保護聯盟物種存續委員會的入侵物種專家小組（ISSG）列入世界百大外來入侵種。

## 形态
大米草具有根状茎，秆高达1.2-1.5米，叶片狭披针形，上面具有致密的纵肋，叶舌为一圈密生的纤毛，总状花序3-6枚呈总状排列，穗轴顶端延伸至刺芒状，小穗狭披针形，含一小花。
本种可以在海水能到达的海滩生长，冬季枯死，春季萌生，如同普通野草，但根系广阔。

## 物种起源
大米草已确定起源自杂交种汤氏米草（S. × townsendii）的异源四倍体，其原始亲本是原生于欧洲与西非沿海的海岸米草（S. maritimus）及原生于北美洲东岸的互花米草（S. alterniflorus）。互花米草约于1870年代随着船只从北美洲被引入英国南安普敦水域，与当地的海岸米草发生杂交形成汤氏米草，原本不育的汤氏米草偶然出现了具有生殖能力的双二倍体，最后形成大米草这一新物种。
因此，大米草最初在大西洋沿岸繁衍开来，包括美国东海岸，英国、法国沿海和非洲西北部沿海。

## 分类
本种最初归类于米草屬（Spartina），后来随着整个米草属于2014年并入鼠尾粟属。

## 用途
大米草秆、叶可作饲料或绿肥，也可作造纸原料；在欧洲可以作为牛的一种饲料。

## 入侵物种
由于大米草比其原始亲本具有更高的耐盐性及更强的生存力，因而在西欧，大米草反而将海岸米草排挤出原生地。一开始时，大米草被视为可以保护海滩免受海潮侵蚀的植物，因而被引种到各地，但却也因为其生命力而成为了危害各地原有生态的入侵物种。
1963年南京大学教授仲崇信出于保护沿海滩涂的考虑，将其引种到江苏沿海，1964年引种到浙江，1980年引种到福建。但没有想到的是，在新区域，由于没有天敌，气候适宜，大米草迅速生长，破坏当地原有的生态系统，使泥滩变为草地，危害滩涂的生态环境，导致贝类、鲍鱼、水藻等大量死亡，影响海带、紫菜的种植和牡蛎养殖。由于草质粗糙，中国牛不喜欢这种饲料，因此无法消耗，甚至导致水质下降，诱发赤潮，以至堵塞航道。尤其严重的是在福建侵入红树林，导致红树林大批死亡，红树林区域日益萎缩，用机械方法除草非常困难，现在尚没有好的方法彻底根除大米草，是一种错误引种导致的生物入侵。
在香港后海灣下白泥，環保團體保育泥灘生境，保護鱟與蠔，重點手段就是清除大米草。